# 朝鮮學校

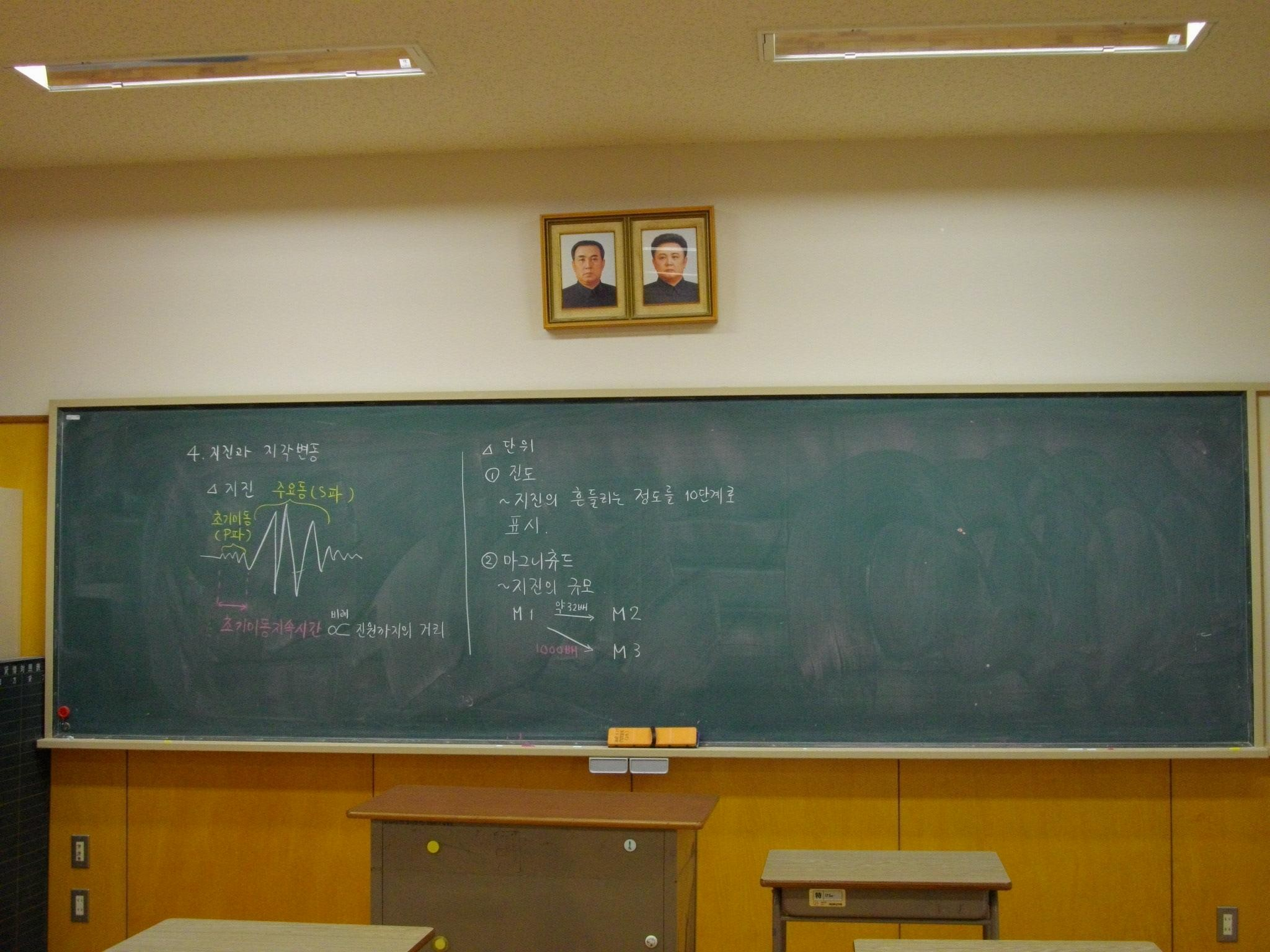
東京朝鮮中高級學校的教室，黑板上方懸掛金日成、金正日肖像

朝鮮學校（日语：／ Chōsen gakkō；：／），是指有旅日朝鲜人总联合会背景，提供在日朝鮮人教育的民族學校，包括了幼稚班（相當於日本的幼稚園）、初級學校（小學校）、中級學校（中學校）、高級學校（高等學校），另外還有一所朝鮮大學校（大學）。

## 概要
朝鮮學校課程項目與日本一般的學校大致相同，也有視為外語的日語及英語課，但有相當多時數教授朝鮮語（在課表內稱為「國語」） ，除外語課，在課堂大多使用朝鮮語。歷史、地理等課程也是以朝鲜民主主义人民共和国的觀點為基準，以強化學生的民族意識。
這些學校在1945年日本戰敗，不再強制在日朝鮮人學生使用日語後出現。但因與駐日盟軍總司令佔領與教育政策矛盾，引發在1948年於大阪及神戶地區抗議的阪神教育事件，之後全國各地朝鮮學校被關閉。1950年代由於戰爭結束，關係緩和下又再重新建立，1960至1970年代半合法化，各都道府縣也逐漸承認朝鮮學校（但資格被定義為其他私立學塾而非國際學校）。
朝鮮學校多由北韓政府提供營運經費，由旅日朝鮮人總聯合會管理，教科書為朝鮮大學校與學友書房共同編撰與印製，經由北韓政府所審閱過。因此，日本政府往往拒绝向他们提供補貼经费，一些自治體有撥款補助或是用低廉租金提供校地。
在日本，另有少數的韓國學校，由大韩民国提供經費、在日本大韓民國民團管理。

## 外部連結
- 민족교육－민족교육의 체계 （页面存档备份，存于）
- （日語）民族教育～民族教育の体系 （页面存档备份，存于）
- （日語）朝鮮学校のある風景 （页面存档备份，存于）